# Thomas Huber (Bergsteiger)

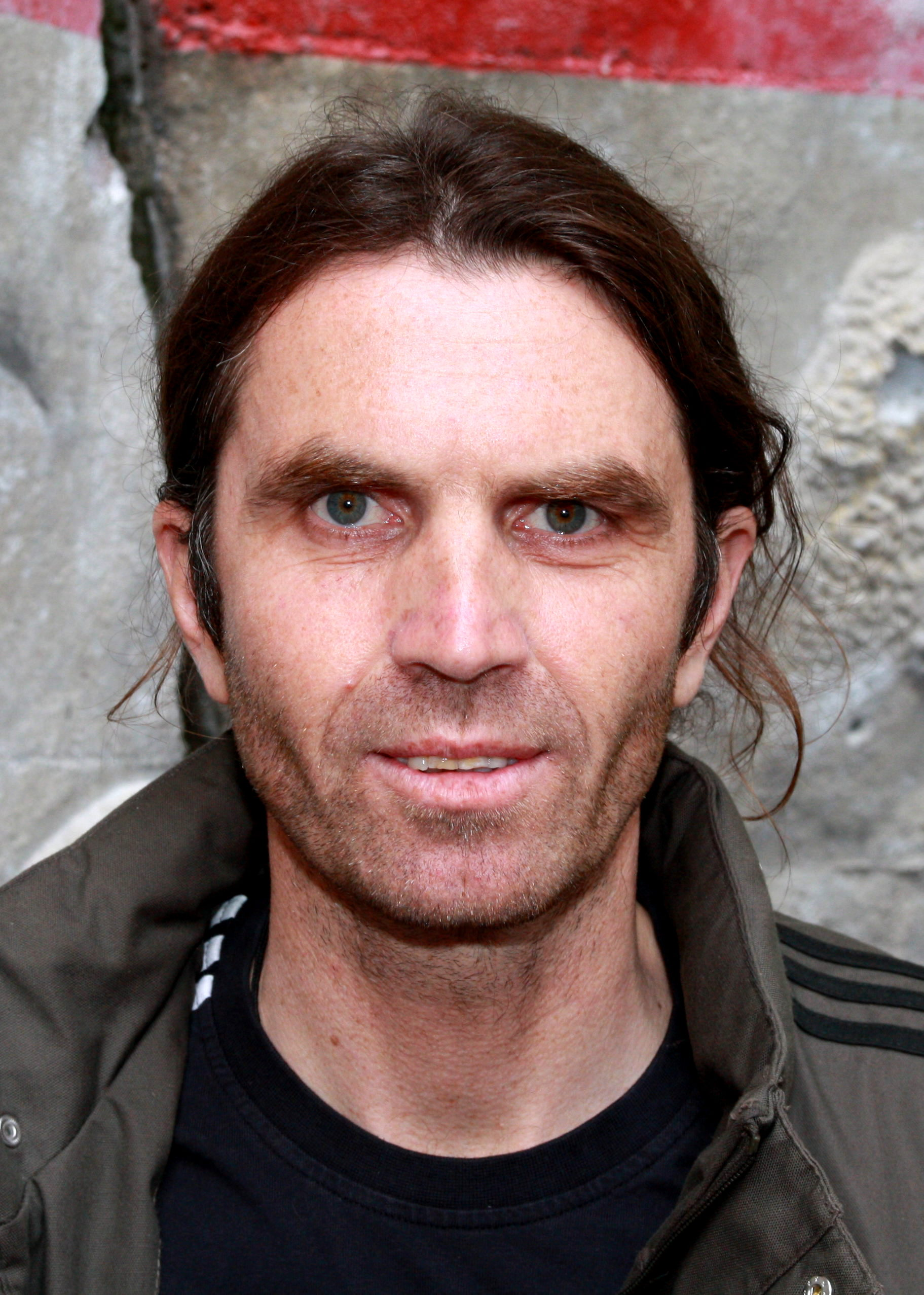
Thomas Huber, 2009

Thomas Huber (* 18. November 1966 in Palling) ist ein deutscher Bergsteiger und Extremkletterer. Viele Begehungen unternimmt er zusammen mit seinem zwei Jahre jüngeren Bruder Alexander. In den Medien wurden die beiden Brüder deshalb oftmals als die „Huberbuam“ bezeichnet.

## Leben
Thomas Huber ist der älteste Sohn der drei Kinder von Thomas Huber senior, früherer Bankangestellter. Als passionierter Bergwanderer nahm der Vater schon früh seine Kinder Thomas und Alexander auf Bergtouren mit und vermittelte ihnen auf diese Weise seine eigene Begeisterung. Huber sen. absolvierte noch im Alter von 70 Jahren Klettertouren bis zum sechsten Schwierigkeitsgrad.
Nach dem Abitur 1987 und dem Wehrdienst bei der Gebirgsjägerbrigade 23 in Bad Reichenhall begann Thomas Huber 1992 ein Sportstudium an der Technischen Universität München. Im selben Jahr schloss er eine Ausbildung zum staatlich geprüften Berg- und Skiführer erfolgreich ab. 1996 brach er sein Studium ab, um fortan seinem bisherigen Hobby, der Extremkletterei, professionell nachzugehen. Als Motiv hierfür nannte Huber seine ständige Suche nach „der absoluten Grenze, zwischen Leben und Tod“.
Auf diesem Gebiet machten sich Thomas Huber und sein jüngerer Bruder Alexander schnell einen Namen. Als Huberbuam – einem Spitznamen aus Kindertagen, den sie wieder aufgriffen – bildeten sie häufig eine gemeinsame Seilschaft. Beide verbindet auch ein gemeinsames Engagement für verschiedene wohltätige Organisationen (s. u.).
Nachdem 2007 der Dokumentarfilm Am Limit im Fernsehen gezeigt wurde, sind die Huber-Brüder auch einer breiten Öffentlichkeit bekanntgeworden, u. a. mit ihrer besonderen Leidenschaft, dem Speedklettern.
2011 wurde bei Huber ein gutartiger Nierentumor diagnostiziert, der operativ entfernt wurde.
Thomas Huber hatte während seines Bergsteigerlebens immer wieder mit Verletzungen zu kämpfen. Die schwerste ereignete sich, als er im Juli 2016 bei Filmaufnahmen an einer Felswand am Brendlberg in der Nähe von Berchtesgaden sechzehn Meter im freien Fall ungesichert abstürzte und sich dabei eine Schädelfraktur zuzog. Bereits einen Monat später konnte er jedoch im August 2016  wieder auf Expedition gehen.
In einem Interview mit der NZZ berichtete er im März 2025 von seiner Idee einer Erstbegehung in der Eiger-Nordwand und vom mehrfachen Scheitern. Die Route soll „Memoriam“ heißen. Huber will sie als Widmung für am Berg verstorbene Bergsteigerfreunde einrichten.
Huber lebt mit seiner Frau Marion geb. Biller und seinen drei Kindern Elias, Amadeus und Philomea in Berchtesgaden. Elias ist Snowboardfahrer und war Teilnehmer der Olympischen Winterspiele 2022.

## Wichtige Begehungen
- 1992
  - Zweitdurchsteigung von Shogun in Berchtesgaden.
- 1994
  - Erste Rotpunkt-Begehung der alpinen Felsroute The End of silence (X/8b), Teil der sogenannten „Alpinen Trilogie“, der zu diesem Zeitpunkt schwersten drei alpinen Sportkletterrouten.
- 1996
  - Freie Begehung der Route Salathé Wall am El Capitan im Yosemite-Nationalpark.
  - Winterdurchsteigung der Eiger-Nordwand.
- 1997
  - Erste Begehung der Westwand des Latok II (7108 m) im Karakorum (zusammen mit seinem Bruder Alexander, Conrad Anker und Toni Gutsch).
- 1998
  - Erste freie Begehung von El Niño (5.13b) am El Capitan und damit erste freie Begehung der North America Wall.
  - Rotpunktbegehung von Freerider (El Capitan). Beide Begehungen mit seinem Bruder Alexander.
- 1999
  - Dritte Durchsteigung von Dreamcatcher (Thunklamm/Österreich).
  - Zweite Besteigung der Südwestwand des Latok IV (6445 m).
- 2000
  - Erste Begehung des direkten Nordpfeilers am Shivling (6543 m) zusammen mit Iwan Wolf.
  - Erstbegehung einer neuen Freikletterroute am El Capitan: Golden Gate (zusammen mit seinem Bruder Alexander).
- 2001
  - Erstbesteigung des Ogre III (6800 m).
  - Zweite Besteigung des Ogre I (7285 m), an dem zuvor etliche Expeditionsteams gescheitert waren.
- 2003
  - Erste Rotpunktbegehung von Zodiac (X+) am El Capitan.
- 2004
  - Schnellste Durchsteigung einer El-Capitan-Route: Zodiac in 1:52 Std. mit seinem Bruder Alexander (zum Vergleich: geübte Seilschaften benötigen für diese Route im Schnitt etwa 2–5 Tage).
  - Besteigung des Westgipfels des Arwa Spire (6088 m) im indischen Garhwal-Himalaya.
- 2005
  - Überschreitung von Torre Standhart – Herron – Torre Egger in Patagonien.
  - Anfang der Dreharbeiten zu Am Limit. Rekordversuch im Speedklettern an der Route The Nose. Der Rekord lag bei 2 Stunden und 48 Minuten (Seilschaften benötigen zwischen 3 und 5 Tagen). Beim Training im Yosemite Valley stürzte Thomas’ Bruder Alexander nach einem Griffausbruch aus 17 m Höhe ab und zog sich schwere Verletzungen an den Knöcheln zu.
- 2006
  - Beim Versuch, zusammen mit Dean Potter die Nordwände der Drei Zinnen an einem Tag zu klettern (und jeweils per Basejump zum Wandfuß zurückzukehren) Sehnenriss in der Schulter.
  - Zweiter Versuch, den Rekord an The Nose zu brechen, wieder im Rahmen der Dreharbeiten zu Am Limit. Erneut gescheitert, da Thomas beim Rekordversuch stürzte.
- 2007
  - Speed-Rekord an der Nose in 2:45:45 am 8. Oktober 2007. Bereits vier Tage zuvor hatten die Huberbrüder den 2002 von Hans Florine und Yūji Hirayama aufgestellten Rekord von 2:48:50 um 15 Sekunden unterboten. Am 2. Juli 2008 wurde dieser Rekord von Hans Florine und Yūji Hirayama mit 2:43:33 unterboten und am 12. Oktober 2008 auf 2:37:05 verbessert.
- 2008
  - Erste Begehung der Silla Westwand „El Bastardo“ in Patagonien.[8]
  - „Drei Zinnen“ an einem Tag: Westliche Zinne (Alpenliebe, IX; Base Jump von der Scoiattolikante), Große Zinne (Phantom der Zinne, IX+; Base Jump vom Ringband), Kleine Zinne (Ötzi trifft Yeti, VIII+).
  - Erstbesteigung der Westwand des Holtanna, dritthöchster Gipfel der Drygalskiberge in Queen Maud Land, Antarktis, zusammen mit seinem Bruder Alexander und Stephan Siegrist.[9][10]
  - Besteigung des Ulvetanna, höchster Gipfel der Drygalskiberge in Queen Maud Land, Antarktis, bei Nebel und Schneetreiben, zusammen mit seinem Bruder Alexander und Stephan Siegrist.[9][10][11]
- 2009
  - Erste Rotpunktbegehung von „Eternal Flame“ (IX+/X-, UIAA) am Trango Tower (auch Nameless Tower genannt, Karakorum) im Sommer 2009 zusammen mit Franz Hinterbrandner, Mario Walder und seinem Bruder Alexander.
- 2012
  - Erste freie Begehung der Bavarian Direct (5.13b) am Mount Asgard, Buffin Island in Kanada mit Alexander Huber und Mario Walder.[12]

## Zitate
„Ich bin eine brutale Maschine. Wenn ich losgehe, gehe ich.“

„Meine Familie lebt davon, dass ich aufs Schlachtfeld gehe und den Herkules spiele.“

## Auszeichnungen
- 2001: Piolet d’Or für die erste Begehung des direkten Nordpfeilers am Shivling (2000)
- 2008: Bayerischer Sportpreis in der Kategorie „Botschafter des bayerischen Sports“
- 2022: Paul-Preuss-Preis[15]
- 2023: Bayerischer Sportpreis – Persönlicher Preis des Bayerischen Ministerpräsidenten[16]

## Bücher
- Alexander Huber, Thomas Huber: The Wall. BLV, München 2000, ISBN 3-405-15685-8.
- Thomas Huber: Ogre. Gipfel der Träume. BLV, München 2002, ISBN 3-405-16374-9.

## Filme
- Klettern am Limit. Die Huberbuam. Dokumentarfilm, Deutschland, 2005, 45 min, Buch und Regie: Malte Roeper, Produktion: Bayerischer Rundfunk, Erstsendung: 4. September 2005 im Bayerischen Fernsehen.[17] Das Filmporträt erhielt die Auszeichnung „Kamera Alpin in Gold“ beim Berg- und Abenteuerfilmfestival Graz.
- Am Limit. Dokumentarfilm, Deutschland 2007, 95 min, Buch und Regie: Pepe Danquart, Produktion: Hager Moss Film, Lotus Film und Quinte Film.
- Die Huberbuam. Fernsehreportage in 3D, Deutschland, 2011, 45 min, Buch und Regie: Jens Monath, Erstsendung: 3. Oktober 2011. Die erste Stereo-3D-Produktion des ZDF über die Huberbuam beim Freiklettern mit überhängenden Passagen in den Berchtesgadener Alpen.[18]
- Bavarian Direct – Abenteuer am Ende der Welt. (Alternativtitel: Die Bayrische Direttissima – Huberbuam extrem.) Dokumentarfilm, Österreich, 2012, 50:14 min, Regie und Kamera: Franz Hinterbrander und Max Reichel, Reihe: Bergwelten, Erstsendung: 26. April 2013 bei ServusTV, Produktion: Timeline Production, ServusTV, Inhaltsangabe und online-Video von ServusTV. Über die Expedition am Mount Asgard auf der Baffin Island.
- Thomas, der Huberbua. Dokumentarfilm, Deutschland, 2018, 43:56 min, Buch und Regie: Malte Roeper, Produktion: Bayerischer Rundfunk, Reihe: Lebenslinien, Erstsendung: 14. Mai 2018 im Bayerischen Fernsehen.

## Sonstiges
- Thomas Huber ist Frontmann und Sänger der Berchtesgadener Rockband Plastic Surgery Disaster.[19]
- Als sog. „Atem-Botschafter“ unterstützt Thomas Huber, zusammen mit seinem Bruder Alexander und anderen Prominenten, die Stiftung AtemWeg – Stiftung zur Erforschung von Lungenkrankheiten. Sie wurde 2010 auf Initiative des Helmholtz-Zentrums München und der Münchner Bank ins Leben gerufen, und die Huber-Brüder waren fast von Anfang an dabei.[20][21]
- Auch die Wohltätigkeitsinitiative Himalaya-Karakorum-Hilfe wird von den Huber-Brüdern gefördert. Thomas Huber ist dort Ehrenmitglied.[22][23]
- 2008 waren Thomas und Alexander Huber Gründungsmitglieder des inklusiven Münchner Klettervereins „Ich will da rauf“ (IWDR) und engagieren sich seither im Programm „Seilschafft Inklusion“.[24]
- Neben dem Bergsteigen übt Thomas Huber auch das Hobby des Base-Jumpings aus und kombiniert zuweilen beides, indem er von einem bestiegenen Gipfel mit dem Fallschirm hinabspringt.